# Niphopyralis myrmecophila
Niphopyralis myrmecophila là một loài bướm đêm trong họ Crambidae.